# 卡洛琳·溫辛克
卡洛琳·溫辛克（Caroline Wensink，1984年8月4日—），生於荷蘭上愛塞省恩斯赫德，是一位荷蘭女子排球選手，位置為副攻手。她也是荷蘭國家女子排球隊隊員，於2007年在中國寧波舉行的世界女排大獎賽獲得金牌。
卡洛琳於2012年歐洲女子排球聯賽獲得最佳攔網手的獎項，而她所屬的荷蘭隊最終獲得第四名。

## 獎項

### 個人
- 2012年歐洲聯盟最佳攔網手